# Heegner-Zahl
Die Heegner-Zahlen sind die neun Zahlen 1, 2, 3, 7, 11, 19, 43, 67 und 163. Sie sind nach Kurt Heegner benannt.

## Bedeutung der Heegner-Zahlen
In den gaußschen Zahlen und in den Eisenstein-Zahlen ist die Primfaktorzerlegung im Wesentlichen eindeutig. Man kann nun fragen, für welche anderen Erweiterungen der ganzen Zahlen dies ebenfalls der Fall ist. Schränkt man sich dabei auf Ganzheitsringe von Erweiterungen {\displaystyle \mathbb {Q} ({\sqrt {d}})} der rationalen Zahlen durch Adjunktion der Quadratwurzel aus einer quadratfreien negativen ganzen Zahl {\displaystyle d} ein, so stellt sich heraus, dass die Primfaktorzerlegung genau dann eindeutig ist, wenn {\displaystyle -d} eine Heegner-Zahl ist. Die gaußschen Zahlen und die Eisensteinzahlen entsprechen dabei den Fällen {\displaystyle d=-1} bzw. {\displaystyle d=-3}.
Auch die Tatsache, dass
{\displaystyle N\left({\frac {2X\pm 1+{\sqrt {-163}}}{2}}\right)=\left({\frac {2X\pm 1}{2}}\right)^{2}+\left({\frac {\sqrt {163}}{2}}\right)^{2}=X^{2}\pm X+{\frac {1+163}{4}}=X^{2}\pm X+41}
für {\displaystyle X=0,1,\ldots ,{\frac {1+163}{4}}-2=39} nur Primzahlen als Werte hat, folgt unmittelbar aus dem Zerlegungsgesetz für quadratische Zahlkörper, da {\displaystyle \mathbb {Q} \left({\sqrt {-163}}\right)} Klassenzahl {\displaystyle 1} hat.

## Geschichte des Problems
Die Lösung des Problems ist schon von Carl Friedrich Gauß vermutet worden. Es war vor 1952 bekannt, dass es höchstens zehn solche Zahlen geben kann. Kurt Heegner fand schließlich, dass die neun oben erwähnten Zahlen tatsächlich alle Lösungen sind.

## Weitere Bezüge
- Heegner-Zahlen generieren Fast-Ganzzahlen (Almost Integer), z. B. die Ramanujankonstante {\displaystyle e^{\pi {\sqrt {163}}}}.[1]
- Die Heegner-Zahlen sind mit der j-Funktion verknüpft und generieren über diese Kubikzahlen.[2]